# Gunnar Englund
Gunnar Englund, född  31 maj 1939 i Bollnäs, är en svensk musiker och kompositör.

## Biografi
Efter examen från Kungliga musikhögskolan var Englund anställd som organist och kyrkomusiker i Falu Kristine kyrka, i Spånga församling, S:t Görans kyrka i Stockholm och Helga Trefaldighets kyrka i Uppsala. Englund har intresserat sig för musik från renässans och medeltid och spelar bland annat sinka, krumhorn och viola da gamba. Han har också komponerat musik för renässansinstrument och sång. 1979 tog han initiativ till bildandet av Föreningen för tidig musik.